# Lindigepalpus bogotensis
Lindigepalpus bogotensis là một loài ruồi trong họ Tachinidae.